# Луговое (Луганская область)
Луговое (укр. Лугове) — село, относится к Троицкому району Луганской области Украины.
Население по переписи 2001 года составляло 82 человека. Почтовый индекс — 92123. Телефонный код — 6456. Занимает площадь 14,86 км². Код КОАТУУ — 4425485007.

## Местный совет
92123, Луганська обл., Троїцький р-н, с-ще Привілля, пров. Парковий, 14  (укр.)